# Antiprismă heptagramică 7/3
În geometrie antiprisma heptagramică 7/3, sau marea antiprismă heptagramică este o antiprismă cu baza heptagramică {7/3}. Are 16 fețe, 28 de laturi și 14 vârfuri. Având 16 fețe, este un hexadecaedru. Topologic este identică cu antiprisma heptagonală.
Dacă fețele sunt toate regulate, antiprisma heptagramică este un poliedru semiregulat, mai general, un poliedru uniform cu indicele U79(c). Este a treia într-un șir infinit de antiprisme formate din fețe laterale triunghiulare și două baze poligonale stelate regulate. Are simbolul Schläfli s{2,14/3} sau sr{2,7/3}.
Grupul de simetrie al unei antiprisme heptagramice 7/3 drepte este D7d de ordinul 28. Grupul de rotație este D7 de ordinul 14.

## Geometrie
Zonele bazelor corespunzătoare dintre fațetelor triunghiulare din jurul heptagoanelor centrale formează un interior ambiguu datorită autointersectării. Regiunile pe care le mărginesc ele pote fi considerate de interior sau exterior, în funcție de modul în care este definit interiorul. O definiție a interiorului este ca fiind mulțimea punctelor care au o rază care traversează frontiera domeniului de un număr impar de ori pentru a ieși din perimetru. Însă din regiunile respective razele care traversează o față laterală mai traversează încă o față, laterală sau nu.

## Mărimi asociate marei antiprisme heptagramice regulate

### Coordonate carteziene
Coordonatele carteziene ale vârfurilor unei antiprisme heptagramice cu lungimea laturilor de {\displaystyle 2\sin {\frac {3\pi }{7}}}sunt date de:
{\displaystyle \left(\,1,\,0,\,\pm H\,\right)}
{\displaystyle \left(\,\cos {\frac {2\pi }{7}},\,\pm \sin {\frac {2\pi }{7}},\,\pm H\,\right)}
{\displaystyle \left(\,\cos {\frac {4\pi }{7}},\,\pm \sin {\frac {4\pi }{7}},\,\pm H\,\right)}
{\displaystyle \left(\,\cos {\frac {6\pi }{7}},\,\pm \sin {\frac {6\pi }{7}},\,\pm H\,\right)}
unde
{\displaystyle H={\sqrt {\frac {1+2\cos {\frac {3\pi }{7}}}{2+2\cos {\frac {3\pi }{7}}}}}\sin {\frac {3\pi }{7}}.}

### Rază circumscrisă
Raza circumscrisă a antiprismei heptagramice cu lungimea laturilor a este:
{\displaystyle R={\frac {1}{4}}{\sqrt {\tan ^{2}{\frac {2\pi }{7}}+5}}\,a\approx 0,640918\,a.}

### Volum
Următoarea formulă pentru volum V este stabilită pentru lungimea laturilor tuturor poligoanelor (care sunt regulate) a:
{\displaystyle V={\frac {7}{12}}{\sqrt {4\cos ^{2}{\frac {3\pi }{14}}-1}}{\frac {\sin {\frac {9\pi }{14}}}{\sin ^{2}{\frac {3\pi }{7}}}}\,a^{3}\approx 0,664694\,a^{3}.}

## Poliedru dual
Poliedrul dual al antiprismei heptagramice 7/3 este trapezoedrul heptagramic 7/3.